# Nososticta solitaris
Nososticta solitaris är en trollsländeart som först beskrevs av Tillyard 1906.  Nososticta solitaris ingår i släktet Nososticta och familjen Protoneuridae. IUCN kategoriserar arten globalt som livskraftig. Inga underarter finns listade i Catalogue of Life.